# Mistrzostwa Świata Juniorów w Narciarstwie Alpejskim 2013
32. Mistrzostwa Świata Juniorów w Narciarstwie Alpejskim – zawody w narciarstwie alpejskim, które odbywały się w dniach 21–28 lutego 2013 r. w kanadyjskim Québecu. Rozegranych zostało po 5 konkurencji dla kobiet i mężczyzn, a także zawody drużynowe. Konkurencje szybkościowe rozegrane zostały w ośrodku narciarskim Le Massif, a techniczne w Mont-Sainte-Anne. Tylko zawody drużynowe odbyły się w samym Québecu. W klasyfikacji medalowej zwyciężyli reprezentanci Austrii, którzy zdobyli łącznie 7 medali – 4 złote, 2 srebrne i 1 brązowy,

## Wyniki
| Pozycja | Zawodnik                | Narodowość | Czas    |
| ------- | ----------------------- | ---------- | ------- |
|         | Nils Mani               | Szwajcaria | 1:30.95 |
|         | Thomas Mayrpeter        | Austria    | 1:31.14 |
|         | Valentin Giraud-Moine   | Francja    | 1:31.34 |
| 4.      | Aleksander Aamodt Kilde | Norwegia   | 1:32.17 |
| 5.      | Bernhard Niederberger   | Szwajcaria | 1:32.23 |
| 6.      | Ralph Weber             | Szwajcaria | 1:32.39 |

| Pozycja | Zawodniczka           | Narodowość | Czas    |
| ------- | --------------------- | ---------- | ------- |
|         | Jennifer Piot         | Francja    | 1:11.18 |
|         | Stephanie Venier      | Austria    | 1:11.22 |
|         | Romane Miradoli       | Francja    | 1:11.42 |
| 4.      | Jasmine Flury         | Szwajcaria | 1:11.50 |
| 5.      | Maria Therese Tviberg | Norwegia   | 1:11.56 |
| 6.      | Marta Bassino         | Włochy     | 1:11.65 |

| Pozycja | Zawodnik                 | Narodowość | Czas  |
| ------- | ------------------------ | ---------- | ----- |
|         | Thomas Mayrpeter         | Austria    | 58.49 |
|         | Nils Mani                | Szwajcaria | 58.57 |
|         | Adrian Smiseth Sejersted | Norwegia   | 58.90 |
| 4.      | Niklas Köck              | Austria    | 58.94 |
| 5.      | Mario Karelly            | Austria    | 59.05 |
| 5.      | Johannes Strolz          | Austria    | 59.05 |

| Pozycja | Zawodniczka         | Narodowość | Czas    |
| ------- | ------------------- | ---------- | ------- |
|         | Stephanie Venier    | Austria    | 1:00.89 |
|         | Corinne Suter       | Szwajcaria | 1:01.69 |
|         | Rosina Schneeberger | Austria    | 1:01.80 |
| 4.      | Romane Miradoli     | Francja    | 1:01.93 |
| 5.      | Ragnhild Mowinckel  | Norwegia   | 1:02.07 |
| 6.      | Katie Ryan          | USA        | 1:02.14 |

| Pozycja | Zawodnik                | Narodowość | Czas    |
| ------- | ----------------------- | ---------- | ------- |
|         | Aleksander Aamodt Kilde | Norwegia   | 2:20.75 |
|         | Alex Zingerle           | Włochy     | 2:21.23 |
|         | Žan Kranjec             | Słowenia   | 2:21.50 |
| 4.      | Henrik Kristoffersen    | Norwegia   | 2:21.69 |
| 5.      | Daniel Meier            | Austria    | 2:22.10 |
| 6.      | Valentin Giraud Moine   | Francja    | 2:22.12 |

| Pozycja | Zawodniczka             | Narodowość | Czas    |
| ------- | ----------------------- | ---------- | ------- |
|         | Lisa-Maria Zeller       | Austria    | 2:22.23 |
|         | Ragnhild Mowinckel      | Norwegia   | 2:22.37 |
|         | Romane Miradoli         | Francja    | 2:22.85 |
| 4.      | Adeline Baud            | Francja    | 2:23.13 |
| 5.      | Maryna Gąsienica-Daniel | Polska     | 2:23.53 |
| 6.      | Jasmina Suter           | Szwajcaria | 2:23.67 |

| Pozycja | Zawodnik             | Narodowość | Czas    |
| ------- | -------------------- | ---------- | ------- |
|         | Manuel Feller        | Austria    | 1:59.40 |
|         | Ramon Zenhäusern     | Szwajcaria | 2:00.16 |
|         | Santeri Paloniemi    | Finlandia  | 2:00.57 |
| 4.      | Luca Aerni           | Francja    | 2:00.60 |
| 5.      | Henrik Kristoffersen | Norwegia   | 2:00.73 |
| 6.      | Reto Schmidiger      | Szwajcaria | 2:01.76 |

| Pozycja | Zawodniczka          | Narodowość | Czas    |
| ------- | -------------------- | ---------- | ------- |
|         | Magdalena Fjällström | Szwecja    | 1:52.10 |
|         | Michelle Gisin       | Szwajcaria | 1:52.54 |
|         | Adeline Baud         | Francja    | 1:52.64 |
| 4.      | Petra Vlhová         | Słowacja   | 1:52.86 |
| 5.      | Nathalie Eklund      | Szwecja    | 1:52.91 |
| 6.      | Andrea Filser        | Niemcy     | 1:53.10 |

| Pozycja | Zawodnik             | Narodowość |
| ------- | -------------------- | ---------- |
|         | Henrik Kristoffersen | Norwegia   |
|         | Gino Caviezel        | Szwajcaria |
|         | Endre Bjertness      | Norwegia   |
| 4.      | Johannes Strolz      | Austria    |
| 5.      | Alex Zingerle        | Włochy     |
| 6.      | Pawieł Trichiczew    | Rosja      |

| Pozycja | Zawodnik              | Narodowość |
| ------- | --------------------- | ---------- |
|         | Ragnhild Mowinckel    | Norwegia   |
|         | Maria Therese Tviberg | Norwegia   |
|         | Adeline Baud          | Francja    |
| 4.      | Magdalena Fjällström  | Szwecja    |
| 5.      | Andrea Filser         | Niemcy     |
| 6.      | Rosina Schneeberger   | Austria    |

## Drużynowo
| Konkurencja           | Data           | Złoto                                                                                  | Srebro                                                                      | Brąz                                                               |
| Rywalizacja drużynowa | 23 lutego 2013 | Szwecja Nathalie Eklund · Charlotta Säfvenberg · Max Gordon Sundquist · Daniel Steding | Szwajcaria Wendy Holdener · Rahel Kopp · Luca Aerni · Bernhard Niederberger | Kanada Tianda Carroll · Mikaela Tommy · Trevor Philp · Ford Swette |

## Klasyfikacja medalowa
| Miejsce | Państwo    |   |   |   | złoto · srebro · brąz |
| ------- | ---------- | - | - | - | --------------------- |
| 1.      | Austria    | 4 | 2 | 1 | 7                     |
| 2.      | Norwegia   | 3 | 2 | 2 | 7                     |
| 3.      | Szwecja    | 2 | 0 | 0 | 2                     |
| 4.      | Szwajcaria | 1 | 6 | 0 | 7                     |
| 5.      | Francja    | 1 | 0 | 5 | 6                     |
| 6.      | Włochy     | 0 | 1 | 0 | 1                     |
| 7.      | Finlandia  | 0 | 0 | 1 | 1                     |
|         | Kanada     | 0 | 0 | 1 | 1                     |
|         | Słowenia   | 0 | 0 | 1 | 1                     |